# 第二次世界大战中的阿尔巴尼亚

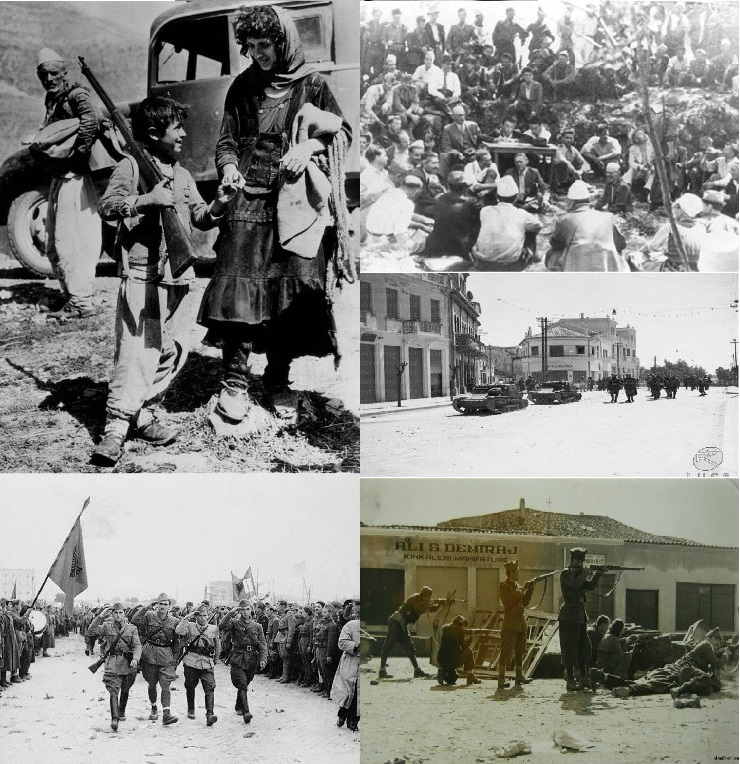
第二次世界大战中的阿尔巴尼亚中的阿尔巴尼亚

第二次世界大战中的阿尔巴尼亚是指二戰期間的阿爾巴尼亞。阿尔巴尼亚于二战正式爆发前就已陷入战争。1939年4月，意大利入侵阿尔巴尼亚。法西斯義大利在阿尔巴尼亚扶持了傀儡政權。共产主义组织發起了阿尔巴尼亚抵抗运动，他们在1943年前抵抗意大利人，之后又抵抗德国人。各个共产主义组织起初各自为战，后在1942年初统一在了一起，最终在1944年成功控制阿尔巴尼亚全境。